# 塔梅爾蘭·巴沙耶夫
塔梅爾蘭·巴沙耶夫（俄語：Тамерлан Башаев，1996年4月22日—），俄羅斯柔道運動員，他代表俄羅斯奧林匹克委員會隊參加了日本舉行的2020年夏季奧林匹克運動會，並且在男子100公斤以上級比賽上獲得銅牌。